# Erica scoparia
Bruyère à balais
Espèce
Classification phylogénétique
Erica scoparia, la bruyère à balais, brande ou encore bruyère mâle en Anjou, est une espèce de grand arbrisseau de la famille des Ericaceae, une bruyère pouvant atteindre près de 3 m de hauteur, à floraison verdâtre, de la zone atlantico-méditerranéenne. Elle pouvait servir à la fabrication de balais comme l'indiquent son épithète spécifique en latin et son nom vernaculaire, de petits abris agricoles appelés loges et est encore utilisée aujourd'hui pour la confection de panneaux de clôture .